# Simon Skrabb
Simon Skrabb (Jakobstad, 19 januari 1995) is een Fins voetballer. Hij staat sinds januari 2022 onder contract bij Kalmar FF. Skrabb debuteerde in 2016 in het Fins voetbalelftal.

## Carrière
Skrabb stroomde door vanuit de jeugd van FF Jaro. Hiervoor debuteerde hij op 29 januari 2010 in het eerste elftal, in een met 4–0 gewonnen bekerwedstrijd tegen AC Oulu. Zijn debuut in de Veikkausliiga volgde op 6 mei 2011. Skrabb maakte zes dagen later zijn eerste doelpunt op het hoogste niveau. Hij zette FF Jaro toen op 1–3 in een met diezelfde cijfers gewonnen wedstrijd uit bij TPS. Hiermee was hij op dat moment de jongste doelpuntenmaker in de Veikkausliiga ooit.
Skrabb speelde meer dan zestig competitiewedstrijden voor FF Jaro. Dat verhuurde hem in januari 2014 aan Åtvidabergs FF. Hiermee kwam hij in de volgende twee seizoenen uit in de Allsvenskan. Het was de bedoeling dat hij hier nog langer zou blijven, maar vanwege een degradatie van Åtvidabergs naar de Superettan verhuurde FF Jaro hem in januari 2016 aan Gefle IF. Zodoende kon hij nog een seizoen doorbrengen in de hoogste competitie van Zweden.
Skrabb verruilde FF Jaro in januari 2017 definitief voor IFK Norrköping, de nummer drie van de Allsvenskan in het voorgaande seizoen. Hiermee speelde hij voor het eerst in de voorronden van de Europa League. Zijn ploeggenoten en hij kwamen in 2018 twee punten tekort om AIK van het landskampioenschap af te houden. Skrabb speelde in drie seizoenen 71 competitiewedstrijden voor Norrköping. Hij tekende in januari 2020 een contract tot medio 2023 bij Brescia, op dat moment actief in de Serie A. Hij degradeerde met Brescia dat seizoen uit de Serie A. In oktober 2021 besloot Skrabb te vertrekken uit Italië. Drie maanden later tekende hij bij Kalmar FF.

## Interlandcarrière
Skrabb maakte deel uit van verschillende Finse nationale jeugdelftallen vanaf Finland –18. Hij debuteerde op 10 januari 2016 in het Fins voetbalelftal, in een met 3–0 verloren oefeninterland in en tegen Zweden. Bondscoach Hans Backe bracht hem die dag in de 72e minuut in het veld als vervanger voor Roope Riski. Het duurde daarna twaalf maanden voor Skrabb zijn tweede interland speelde. Backe's opvolger Markku Kanerva zette hem toen in de basis in een met 0–1 gewonnen oefeninterland in en tegen Marokko. Kanerva liet hem daarna ook regelmatig spelen in kwalificatiewedstrijden voor het EK 2020 en in de UEFA Nations League 2018/19. Hij maakte deel uit van de Finse ploeg die zich in 2019 kwalificeerde voor het EK 2020, het eerste eindtoernooi waarvoor Finland zich ooit plaatste.
1 Brolin ·
3 Gersbach ·
4 Osuji ·
5 Hallberg ·
6 Sjöstedt ·
7 Jensen ·
9 Islamovic ·
10 Skrabb ·
11 Ring ·
12 Inzoudine ·
13 Karlsson ·
17 Gustafsson ·
18 Kujundzic ·
19 Ylätupa ·
20 Krasniqi ·
21 Magashy ·
22 Nilsson ·
23 Gojani ·
24 W. Andersson ·
25 Jansson ·
26 Jafarpour ·
27 Davoudi-Kia ·
28 Svensson ·
29 Romário ·
30 Kindberg ·
32 C. Andersson ·
39 Sætra ·
Coach: Larsson